# Schall und Rauch
Schall und Rauch (auch Namen sind Schall und Rauch) ist eine Redewendung nach Goethes Faust.

## Herkunft
Die Formulierung stammt aus dem Faust Erster Teil (Marthens Garten) von Johann Wolfgang von Goethe. (Vers 3457).
Gretchen fragt Faust nach dessen Einstellung zur christlichen Kirche. Er antwortet mit einer ausführlichen auch etwas ausweichenden Darstellung seines umfassenderen pantheistischen Weltbildes und endet:

„Nenn es dann, wie du willst,

Nenn's Glück! Herz! Liebe! Gott!

Ich habe keinen Namen

Dafür! Gefühl ist alles;

Name ist Schall und Rauch,“

Er meint damit, dass die Bezeichnung dafür, was viele Gott nennen, auch anders lauten kann.
Das Wortpaar Schall und Rauch drückt etwas sehr Flüchtiges, wenig Feststehendes aus. Dabei ist der Begriff Schall als Nachwirkung eines Tons erklärlich. Rauch  dagegen hat keinen Bezug zu einem gesprochenen Wort, ist aber ebenso flüchtig. Dieses war wahrscheinlich eine Ergänzung aus rhythmischen oder anderen Gründen.

## Bedeutung in der Gegenwart
In der Gegenwart wird die Formulierung Namen sind Schall und Rauch oft im Sinne einer fehlenden Bedeutung eines Namens gebraucht.
Besonders Eigennamen haben meist keinen Bezug zu deren Träger.
(Ein Familienname Müller sagt nichts über die Charakterisierung seines Namensträgers aus.)
Dagegen behauptet die Formulierung Nomen est omen genau das Gegenteil, nämlich, dass der Name einer Person oder eines Objektes diese durchaus beschreiben oder sogar prägen kann.
Schall und Rauch wird auch häufig für Aussagen verwendet, die nachweislich oder sehr wahrscheinlich keine praktische Umsetzung erfahren werden.